# Rambat (Simpang Teritip)
Rambat is een bestuurslaag in het regentschap Bangka Barat van de provincie Bangka-Belitung, Indonesië. Rambat telt 918 inwoners (volkstelling 2010).